# Kameratasche
Kamerataschen und Fotokoffer sind Behälter zum Transport von Kameras und Zubehör.
Kamerataschen für Kompaktkameras sind meist kaum größer als die Kamera selbst, sie bestehen aus Kunststoff (Hardcase) oder Textil (Softcase).
Zur Mitführung von Spiegelreflexkameras mit erweitertem Zubehör dienen Fotorucksäcke verschiedener Größe.
Fotokoffer werden im professionellen Bereich verwendet. Sie besitzen stabile Außenwände und sind innen mit anpassbaren Schaumstoffpolstern versehen.

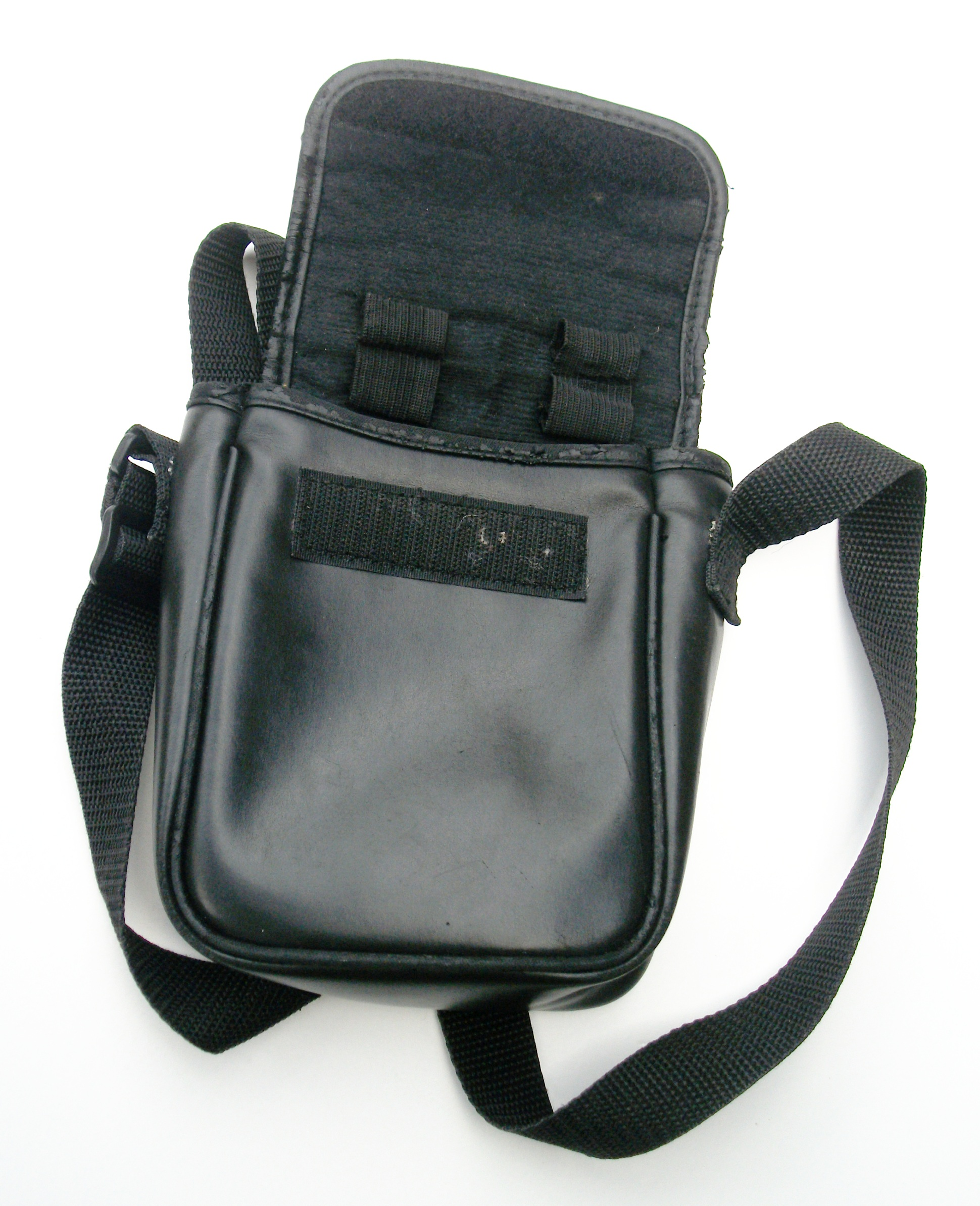
Weichtasche für Kompaktkamera
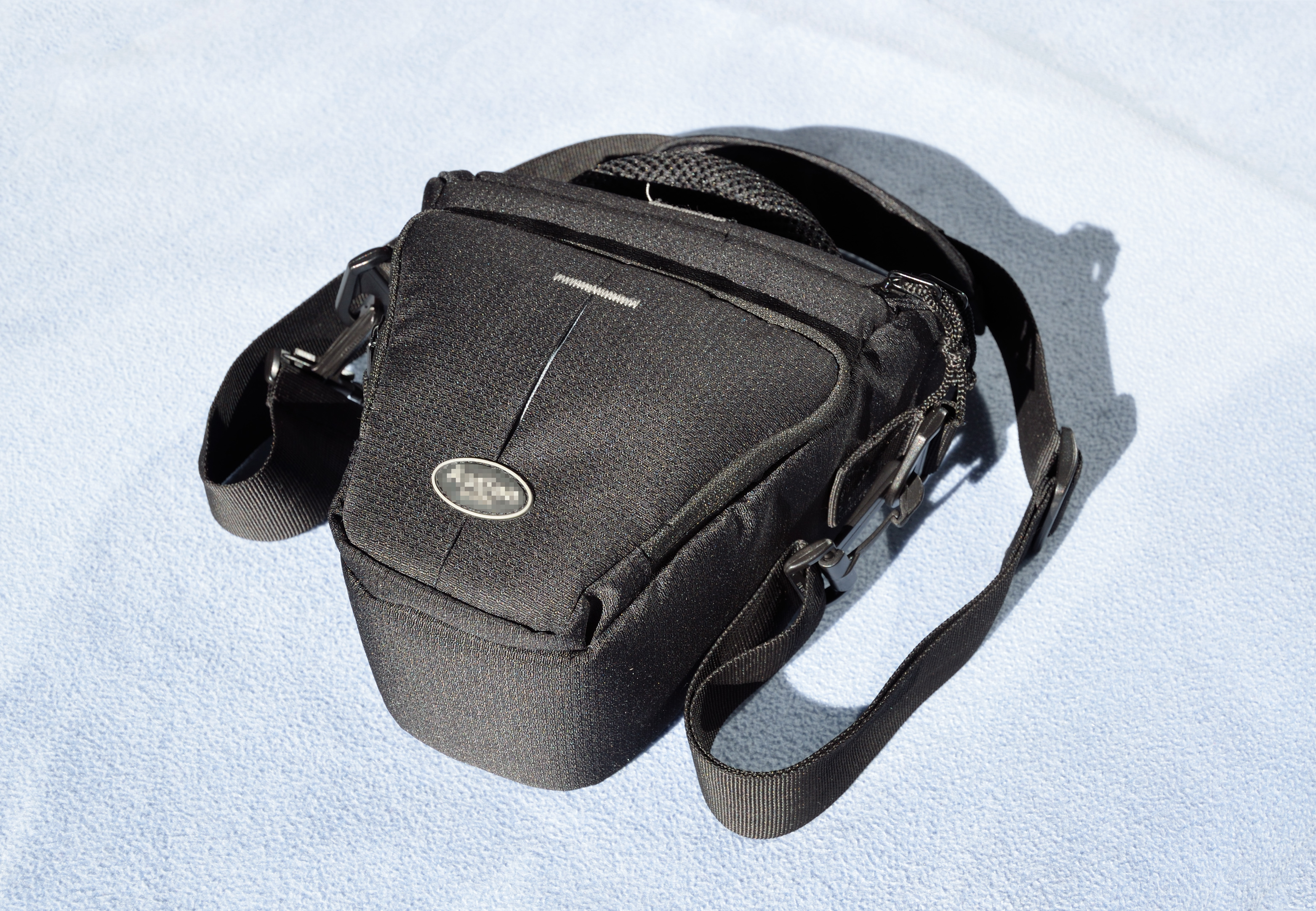
Sog. Colt- oder Holstertasche für Spiegelreflex- und Bridgekameras
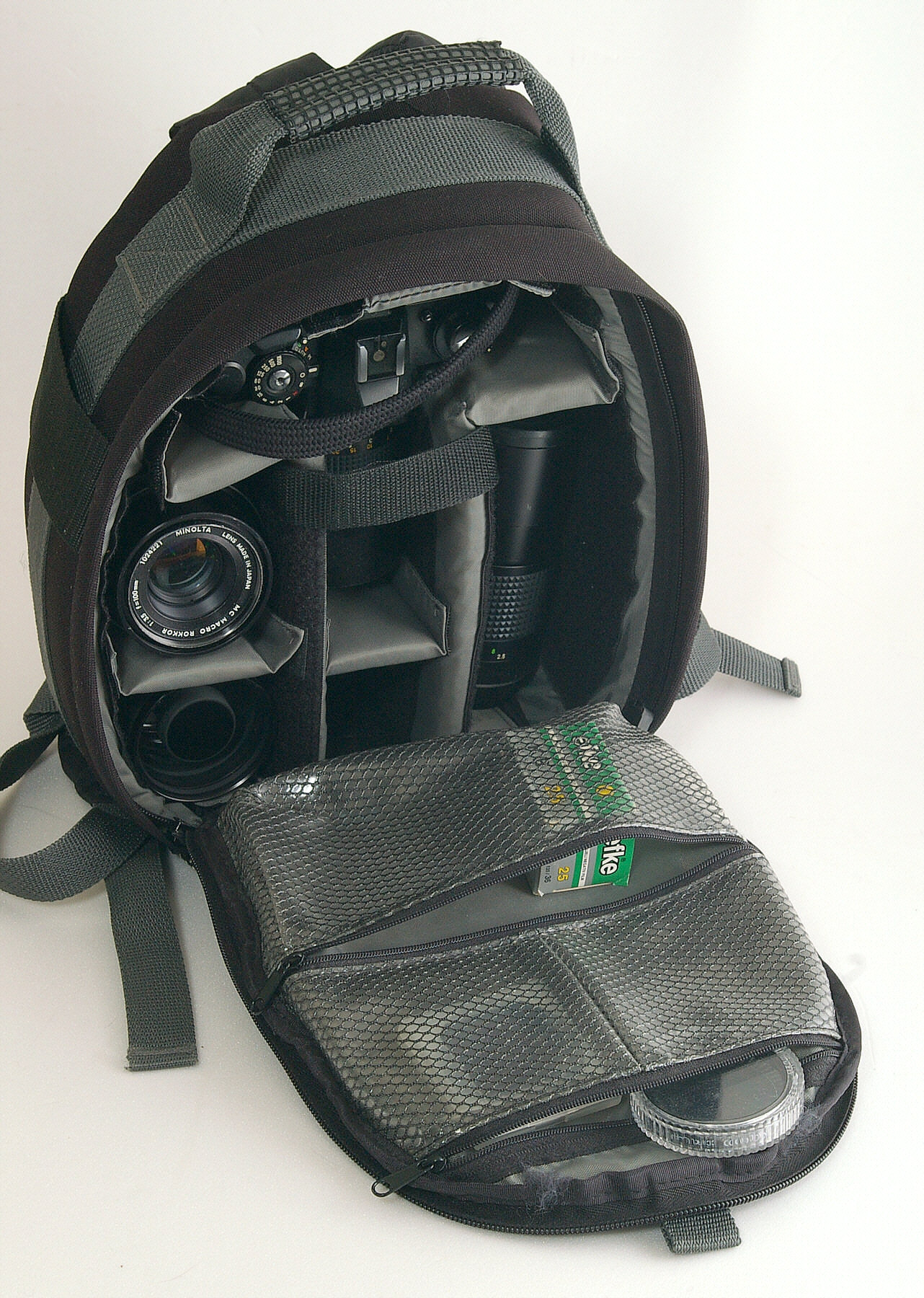
Kleiner Fotorucksack
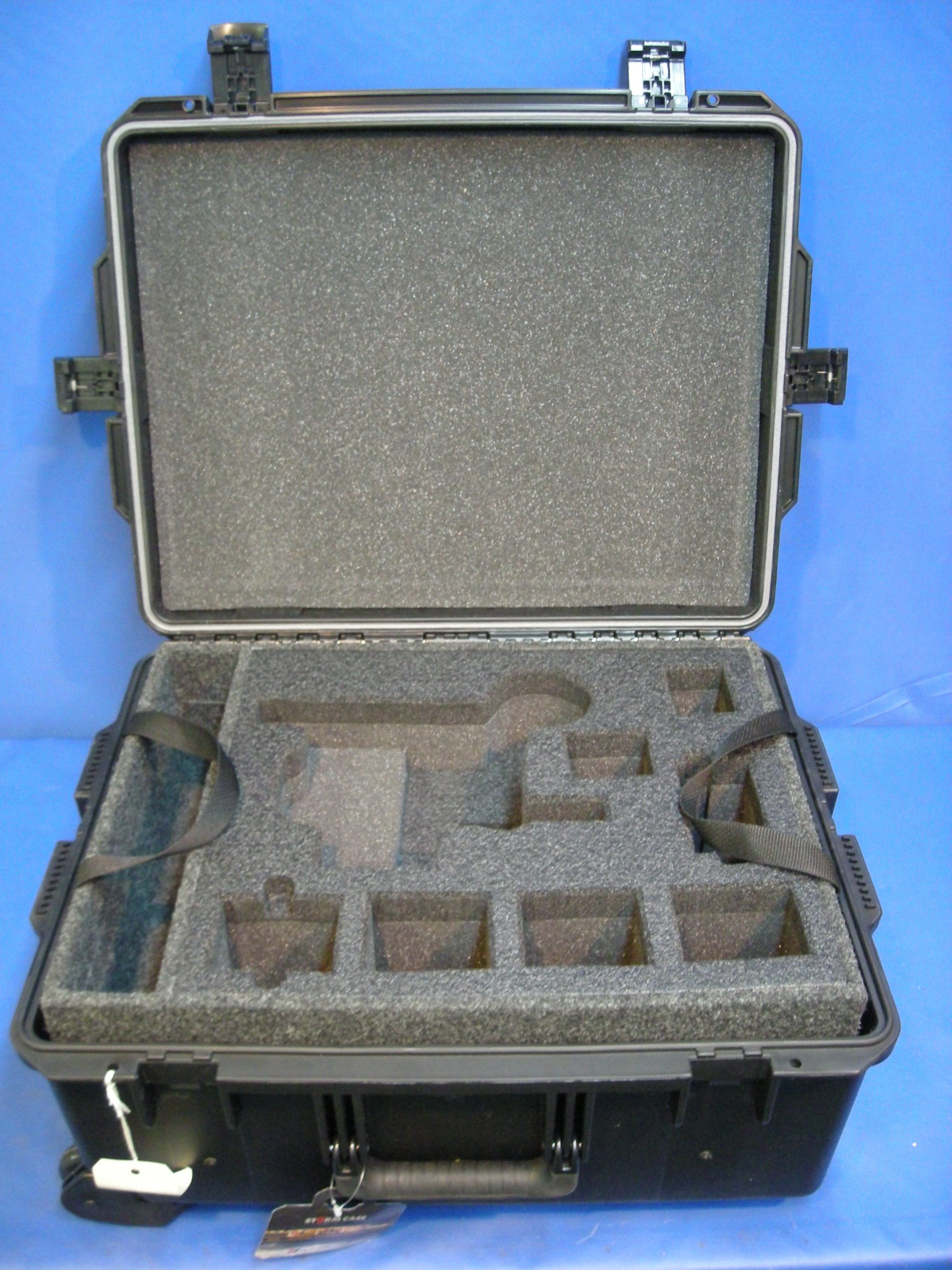
Universalkoffer mit Schaumstoffinnenauskleidung (ähnlich einem Fotokoffer)